# Marlène Jobert
Marlène Jobert (ur. 4 listopada 1940 w Algierze) – francuska aktorka filmowa i teatralna. 
Studiowała sztuki piękne w Dijon i aktorstwo w Paryżu. Debiutowała na scenie w 1963, a w filmie - w 1966. 
Obecnie nie występuje w filmach, zajmuje się pisaniem książek dla dzieci.
Matka aktorki Evy Green.

## Wybrana filmografia
- Męski, żeński (Masculin, féminin 1966, reż. Jean-Luc Godard)
- Życie złodzieja (Le Voleur 1967, reż Louis Malle)
- Pasażer w deszczu (Le Passager de la Pluie 1969, reż. René Clément)
- Małżonkowie roku drugiego (Les Mariés de l'An 2 1971, reż. Jean-Paul Rappeneau)
- Dekada strachu (La Décade Prodigieuse 1972, reż. Claude Chabrol)
- Tajemnica (Le Secret 1974), reż. Robert Enrico)
- Dobrzy i źli (Le Bon et les méchants 1976, reż. Claude Lelouch)